# Євлеборґ (лен)

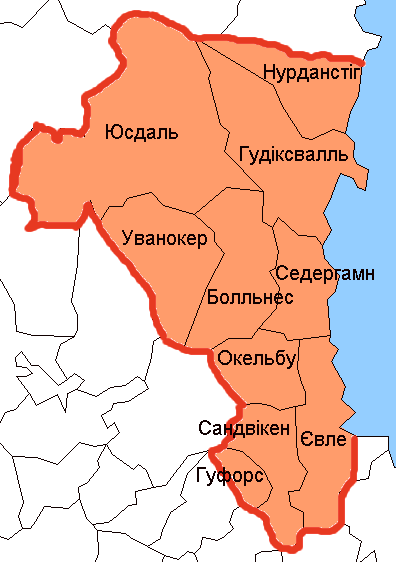
Комуни лену Євлеборг

Євлеборг (швед. Gävleborgs län; вимовляється як «Євлеборй лєн» [джерело?]) — лен, розташований на Балтійському морі у центральній Швеції. Межує з ленами Ємтланд, Уппсала, Вестманланд, Даларна та Вестерноррланд. Центральне місто — Євле.

## Адміністративний поділ
Адміністративно лен Євлеборг поділяється на 10 комун:
1. Комуна Болльнес (Bollnäs kommun)
2. Комуна Гудіксвалль (Hudiksvalls kommun)
3. Комуна Гуфорс (Hofors kommun)
4. Комуна Євле (Gävle kommun)
5. Комуна Нурданстіг (Nordanstigs kommun)
6. Комуна Окельбу (Ockelbo kommun)
7. Комуна Сандвікен (Sandvikens kommun)
8. Комуна Седергамн (Söderhamns kommun)
9. Комуна Уванокер (Ovanåkers kommun)
10. Комуна Юсдаль (Ljusdals kommun)